# Canton de Saint-Girons
Le canton de Saint-Girons est une ancienne division administrative française située dans le département de l'Ariège.

## Géographie
Ce canton était organisé autour de Saint-Girons dans l'arrondissement de Saint-Girons. Son altitude variait de 344 m (Clermont) à 1 874 m (au Cap de Bouirex à Alos) pour une altitude moyenne de 517 m.

## Représentation

### Conseillers généraux de 1833 à 2015
| Période | Période           | Identité                                | Étiquette                      | Qualité |
| ------- | ----------------- | --------------------------------------- | ------------------------------ | --- |
| 1833    | 1848              | Jean Marc Antoine Michel                |                                | Maître de forges à Saint-Girons |
| 1848    | 1852              | Joseph Hippolyte Dupré                  |                                | Avoué, maire de Saint-Girons (1848-1851)                                                                                               |
| 1852    | 1870              | Eugène Roudeille                        |                                | Avocat, notaire Maire de Saint-Girons (1852-1870)                                                                                      |
| 1870    | 1877              | Pierre de Lafitte-Falentin de Saintenac | Monarchistes                   | Avocat à Saint-Girons, Député |
| 1877    | 1878 (décès)      | Baron Gaston de Verbigier de Saint-Paul | Appel au Peuple (Bonapartiste) | Propriétaire à Fabas Député (1876-1878)                                                                                                |
| 1879    | 1881 (démission)  | Clément Anglade                         | Républicain                    | Avocat Député (1832-1834, 1848-1851 et 1877-1880) Sénateur (démissionnaire) en février 1881                                            |
| 1881    | 1896 (décès)      | Hippolyte Trinqué                       | Républicain radical            | Maître de forges, Maire de Saint-Girons (1878-1887)                                                                                    |
| 1896    | 1897 (annulation) | Joseph Sentenac                         | Républicain                    | Avocat à Saint-Girons Député (1878-1898)                                                                                               |
| 1897    | 1906 (décès)      | Louis Soueix                            | Républicain Progressiste       | Docteur en médecine à Saint-Girons |
| 1907    | 1914 (décès)      | Henri Bernère                           | Rad.                           | Avocat Maire de Saint-Girons (1905-1914) Sénateur (1912-1914)                                                                          |
| 1914    | 1925              | Jules Desbiaux                          | Rad.                           | Pharmacien Maire de Saint-Girons (1914-1924)                                                                                           |
| 1925    | 1940              | Pierre Mazaud                           | Soc.ind. puis SFIO             | Médecin Maire de Saint-Girons (1925-1940), conseiller d'arrondissement Député (1930-1932)                                              |
|         |                   |                                         |                                | |
| 1943    | 1945              | Achille Loubet (1893-1953)              |                                | Industriel Membre de la Commission administrative de l'Ariège Maire de Saint-Girons (1940-1944) Nommé conseiller départemental en 1943 |
|         |                   |                                         |                                | |
| 1945    | 1979              | René Dejean                             | SFIO puis PS                   | Avocat et avoué Maire de Saint-Girons (1964-1971) député (1951-1968)                                                                   |
| 1979    | 1985              | Daniel Laurent                          | UDF                            | Professeur d'Université |
| 1985    | 1992              | Jean-Pierre Ousset                      | PS                             | Professeur de philosophie Adjoint au maire de Saint-Girons                                                                             |
| 1992    | 1998              | Bernard Gondran                         | UDF                            | Dentiste Maire de Saint-Girons (1995-2008)                                                                                             |
| 1998    | 2015              | Henri Nayrou                            | PS                             | Journaliste Maire de La Bastide-de-Sérou (1989-2001) Député (1997-2012) Président du Conseil général puis départemental (2014-2019)    |

Résultat du scrutin du 21 mars 2004 sur le site du ministère de l'intérieur

### Conseillers d'arrondissement (de 1833 à 1940)
Le canton de Saint-Girons avait deux conseillers d'arrondissement.
| Période                                  | Période      | Identité                             | Étiquette             | Qualité |
| ---------------------------------------- | ------------ | ------------------------------------ | --------------------- | --- |
| 1833                                     | 1836         | M. Duran                             |                       | Médecin, propriétaire à Saint-Girons                                                                        |
| 1833                                     | 1845         | Marc Antoine Gouazé père (1764-1848) |                       | Avocat, propriétaire à Saint-Girons                                                                         |
| 1836                                     | 1848         | Jean Jacques Soueix                  |                       | Juge de paix                                                                                                |
| 1839                                     |              |                                      |                       | |
|                                          |              |                                      |                       | |
| 1845                                     |              | M. Gouazé fils                       |                       | Adjoint au maire de Saint-Girons                                                                            |
|                                          |              |                                      |                       | |
| 1852                                     |              | Simon Matrot                         |                       | Propriétaire, maire de Rimont                                                                               |
|                                          |              |                                      |                       | |
|                                          | 1882 (décès) | Gustave Chayron                      | Républicain           | Pharmacien à Saint-Girons                                                                                   |
| 1882                                     | 1886         | M. Mouillac                          | Républicain           | |
| 1886                                     | 1898         | M. Déjean                            | Républicain           | |
| 1886                                     | 1910         | Léon Eychenne                        | Républicain de droite | Propriétaire-agriculteur à Rimont                                                                           |
| 1898                                     | 1910         | Raymond Peyras                       | Droite                | Propriétaire, maire de Moulis                                                                               |
| 1910                                     |              | M. Desbiaux                          | Radical               | |
| 1910                                     |              | M. Dis                               | Radical               | Propriétaire à Rimont                                                                                       |
| 1922                                     | 1926         | Pierre Mazaud                        | Soc.ind.              | Docteur en médecine, conseiller municipal de Saint-Girons                                                   |
| 1922                                     | 1940         | Pierre Soula                         | Front populaire       | |
| 1926                                     | 1940         | Antoine Peyras                       | SFIO Front populaire  | Adjoint au maire de Moulis, révoqué par le Gouvernement de Vichy                                            |
| 1940                                     |              |                                      |                       | Les conseils d'arrondissement ont été suspendus par la loi du 12 octobre 1940 et n'ont jamais été réactivés |
| Les données manquantes sont à compléter. |              |                                      |                       | |

## Composition
Le canton de Saint-Girons regroupait 14 communes et comptait 9 925 habitants (recensement de 1999 sans doubles comptes).
| Nom                      | Code Insee | Intercommunalité      | Population (dernière pop. légale) |
| ------------------------ | ---------- | --------------------- | --------------------------------- |
| Saint-Girons (chef-lieu) | 09261      | CC Couserans-Pyrénées | 6 284 (2014)                      |
| Alos                     | 09008      | CC Couserans-Pyrénées | 112 (2014)                        |
| Castelnau-Durban         | 09082      | CC Couserans-Pyrénées | 450 (2014)                        |
| Clermont                 | 09097      | CC Couserans-Pyrénées | 108 (2014)                        |
| Encourtiech              | 09110      | CC Couserans-Pyrénées | 92 (2014)                         |
| Erp                      | 09114      | CC Couserans-Pyrénées | 122 (2014)                        |
| Esplas-de-Sérou          | 09118      | CC Couserans-Pyrénées | 168 (2014)                        |
| Eycheil                  | 09119      | CC Couserans-Pyrénées | 571 (2014)                        |
| Lacourt                  | 09149      | CC Couserans-Pyrénées | 203 (2014)                        |
| Lescure                  | 09164      | CC Couserans-Pyrénées | 501 (2014)                        |
| Montégut-en-Couserans    | 09201      | CC Couserans-Pyrénées | 64 (2014)                         |
| Moulis                   | 09214      | CC Couserans-Pyrénées | 785 (2014)                        |
| Rimont                   | 09246      | CC Couserans-Pyrénées | 534 (2014)                        |
| Rivèrenert               | 09247      | CC Couserans-Pyrénées | 192 (2014)                        |

## Démographie
| 1962   | 1968   | 1975   | 1982   | 1990   | 1999  | 2006   | 2011   | 2012   |
| ------ | ------ | ------ | ------ | ------ | ----- | ------ | ------ | ------ |
| 12 402 | 12 689 | 12 247 | 11 184 | 10 253 | 9 925 | 10 282 | 10 398 | 10 299 |